# Punta Negra (Estellencs)
La Punta Negra és un accident geogràfic de la costa d'Estellencs a Mallorca, situat al nord del port, entre la Punta Roja i la Pedra Alta. Es documenta des del mapa del cardenal Despuig, el 1787.